# النزهة (حمص)
النزهة قرية في ناحية الرقاما التابعة لمنطقة حمص في محافظة حمص في سورية. تقع شرق الطريق السريع بين حمص ودمشق.
تقع جنوب شرق حمص تبعد عن حمص 21 كم وتشتهر هذه القرية بزراعة الأشجار المثمرة والخضروات وبالأخص البندورة وبكميات كبيرة جدا وهي من أفضل الأنواع في الأسواق. عدد سكان هذه القرية حوالي 6 آلاف نسمة حسب آخر إحصاء وهي قرية جميلة جدا تتمتع بكل مقومات الحياة.و هي تحتوي على كافة الخدمات العامة كالماء والتعليم حتى الثانوية والكهرباء والاتصالات والطرقات. تبعد حوالي 7 كم عن طريق حمص دمشق الدولي ويوجد فيها مركز صحي وإرشادية زراعية وبلدية وتعتمد بالنسبة الأكبر على عدد الموظفين والزراعة بشكل أساسي.

## المرافق والخدمات
يوجد ضمن الحي عدد من المرافق الهامة والحيوية
ثانوية الفارابي الشهيرة (أصبح اسمها ثانوية الشهيد نزار خليل)
روضة طلائع البعث (تتبع للاتحاد النسائي)
معهد الأمل للتعليم الخاص. ومقر إدارة مدرسة الأمل الخاصة.
محطة إطفاء مركزية لمنطقة جنوب وشرق حمص.

## السكان
يتنوع السكان بين المسيحيين والمسلمين، ويوجد ضمن الحي كنيسة مار إفرام للروم الأرثوذكس، ويوجد مسجد حي النزهة (ويسمى مسجد الإمام الصادق) ( للمسلمين العلويين).

## شخصيات مشهورة في الحي
- الممثل نجاح سفكوني.
- المخترع الشهيد عيسى عبود.

إضافة لعدد كبير من الدكاترة الجامعيين أمثال الدكتور عصام ديبان رئيس قيم الرياضيات في كلية العلوم، جامعة البعث.